# Club Deportivo Esperanza

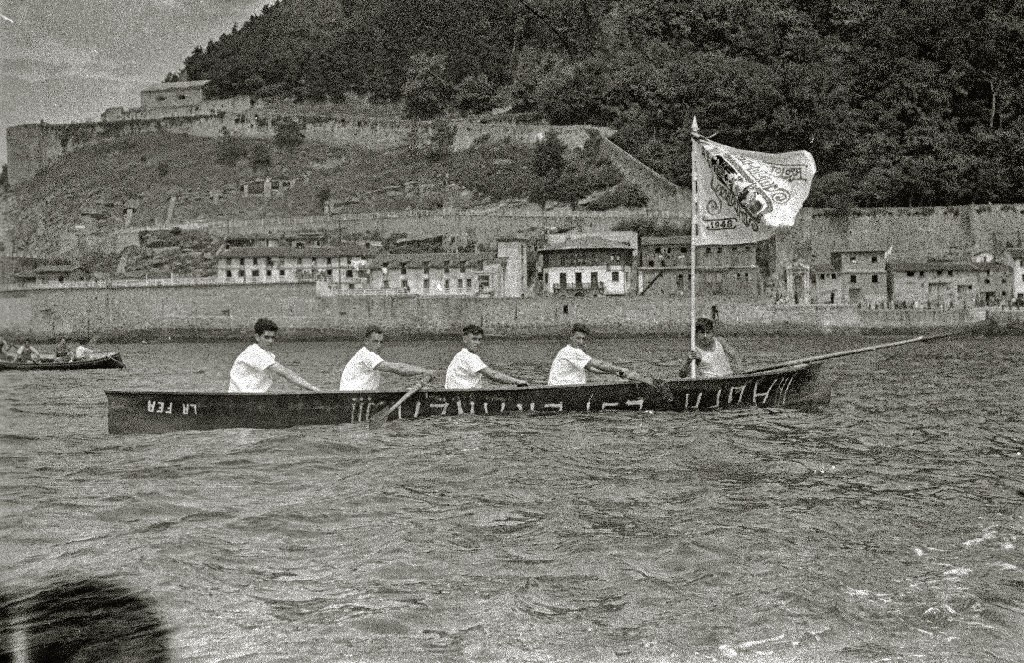
Batel del Club Deportivo Esperanza en la bahía de la Concha en 1946

El Club Deportivo Esperanza (también llamado actualmente Esperanza Kirol Elkartea) es un club deportivo de la ciudad de San Sebastián en el País Vasco (España).

## Historia
Fue fundado en 1912.
Tuvo, ya desde el inicio, un equipo de fútbol de cierto nivel que compitió desde 1918 en el Campeonato Guipuzcoano, clasificatorio para el Campeonato de España. Hasta 1924 se clasificó siempre en tercer lugar de este campeonato, por detrás de los dos grandes Real Unión y Real Sociedad, que dominaban el campeonato sin contestación posible. En 1928 una reestructuración de 7 a 5 equipos de la Serie A, mandó al Esperanza a la segunda categoría de este campeonato. Este hecho coincidió en el tiempo con el inicio de la disputa de la Liga.
Por su historial de la última década en el campeonato regional, el Esperanza de San Sebastián fue encuadrado en la recién creada Tercera división española y llegó a competir durante una temporada (1929-30) en categoría nacional. . Con posterioridad el equipo de fútbol desapareció. 
En el pasado mantuvo, entre otros deportes, secciones de remo (ganando la Bandera de la Concha en 1950 y el Campeonato de España de Bateles en 1948), atletismo, hockey sobre patines o balonmano, que por ejemplo, en 1944, en los albores de este deporte en España, se proclamó campeón de España.
En la actualidad el club sigue estando federado en los deportes de la pelota vasca y el ciclismo; posee una sociedad gastronómica y saca una Tamborrada. Su sede se encuentra en la calle San Vicente de la Parte Vieja de la ciudad.

## Palmarés sección de remo

### Bandera de la Concha
- Bandera (1): 1950.
- Segundo (2): 1949 y 1952.
- Tercero (3): 1947, 1951 y 1958.

### Campeonato de España de Traineras
- Tercero (1): 1949.

### Otras regatas
- Bandera de Santander (1): 1950.

### Trainerillas
- Campeonato de España de Trainerillas (0): segundo en 1947.
- Regata de Trainerillas de Zarauz (1): 1948.

### Bateles
- Campeonato de España de Bateles  (1): 1948.